# John Amplas
John Amplas (Pittsburgh, Pennsylvania, 23 de junio de 1949) es un actor estadounidense conocido principalmente por sus trabajos con el director George A. Romero. Su primera colaboración con Romero ocurrió en la película de culto Martin (1978), donde interpretó al personaje principal. A partir de ese momento ha aparecido en otras producciones de Romero, incluyendo Dawn of the Dead (1978), Knightriders (1981), Creepshow (1982) y Day of the Dead (1985). Recientemente apareció en un teaser titulado The Three (2011), dirigido por Scott Goldberg, en el que también apareció Lori Cardille, actriz con quien compartió plató en Day of the Dead..

## Filmografía
- Martin (1978) - Martin
- Dawn of the Dead (1978) - Hombre en el tejado
- Toxic Zombies (1980) - Philips
- Knightriders (1981) - Whiteface
- Creepshow (1982) - Cadáver de Nathan
- Midnight (1982) - Abraham
- Day of the Dead (1985) - Pescador
- No Pets (1994) - Eddie Buford
- A Wedding for Bella (2001) - Jimmy
- Daddy Cool (2002) - Reverendo Alter